# 1952
1952 (MCMLII) var ett skottår som började en tisdag i den gregorianska kalendern.

## Händelser

### Januari
- 1 januari
  - Den första av 1900-talets två riksomfattande kommunreformer i Sverige genomförs [1]. Sveriges kommuner minskas i antal från 2 498 till 1 037.
  - Den nya svenska religionsfrihetslagen, med bland annat rätt att villkorslös utträda ur Svenska kyrkan och upphävande av det gamla klosterförbudet träder i kraft [2].
- 10 januari – Det amerikanska fartyget Flying Enterprise sjunker i Engelska kanalen efter att ha drivit redlöst i storm i tio dagar med bara den danskfödde kaptenen Kurt Carlsen ombord [3].
- 14 januari – Det amerikanska tv-programmet The Today Show, som blir världens första TV-morgonprogram, har premiär på tv-kanalen NBC.
- 17 januari – Tenoren Nicolai Gedda debuterar på Stockholmsoperan med Menottis "Konsuln" [4].
- 25 januari – Världens första koaxialkabel, som medger 960 telefonsamtal samtidigt, invigs mellan Stockholm och Göteborg.
- 26 januari – Den svenska bandyspelaren Gösta "Snoddas" Nordgren gör succé med låten Flottarkärlek i det svenska radioprogrammet Karusellen [4]. Skivan säljs i en kvarts miljon exemplar på ett halvår [5].

### Februari

De 6:e Olympiska vinterspelen hölls i Oslo, Norge.

- 6 februari – När den brittiske kungen George VI dör blir hans dotter Elizabeth II regerande drottning av Storbritannien.[4]
- 8 februari – Det svenska flygbolaget ABA slås ihop med norska DNL och danska DDL till ESAS (sedermera SAS).
- 15 februari
  - En svensk spionliga på sju personer, ledd av den tidigare försvarsanställde Fritiof Enbom, som lämnat uppgifter till Sovjetunionen, avslöjas [5].
  - De 6:e olympiska vinterspelen invigs i Oslo, och för första gången efter andra världskriget får även tyskar vara med [4].
- 18 februari – Grekland och Turkiet ansluter sig till NATO.
- 20 februari – John Hustons film "Afrikas drottning" med Humphrey Bogart och Katharine Hepburn har biopremiär i USA [4].

### Mars

Nordiska rådet bildas.

- 1 mars – Storbritanniens sju år långa ockupation av den västtyska ön Helgoland upphör.[6]
- 16 mars – Danmark, Island, Norge och Sverige bildar Nordiska rådet vid ett möte i Köpenhamn. Finland väljer till en början att stå utanför för att inte störa sina relationer med Sovjetunionen [4].
- 23 mars – 45 personer omkommer då ett DC-6 som tillhör KLM störtar vid Frankfurt am Main, Västtyskland [7].
- 29 mars – USA:s president Harry Truman meddelar att han tänker avstå från omval i november.
- 30 mars – Jazzsångerskan Ella Fitzgerald inleder den första av sina 24 turnéer i Sverige.
- Våren – Den jämkade uddatalsmetoden för mandatfördelning införs i den svenska riksdagen. Samtidigt förbjuds valkarteller utom vid kommunala nämndval och utskottsval.

### April
- 22 april – Kurt Haijby skriver ett brev till Gustaf VI Adolf, där han hotar att avslöja hela sanningen om sin påstådda homosexuella förbindelse med Gustaf V. Detta leder dock till, att Haijby anklagas och sedermera döms för utpressning.
- 25 april – Förbundslandet Baden-Württemberg grundas i Västtyskland genom sammanslagning av Baden, Württemberg-Baden och Württemberg-Hohenzollern.[8]
- 26 april – 176 personer omkommer då amerikanska minsveparen USS Hobson kolliderar med hangarfartyget USS Wasp och sjunker i Atlanten [7].

### Maj
- 8 maj – Efter tre månaders provsändningar permanentas Radio Sweden sina kortvågssändningar till utlandet på sex språk [5].
- 21 maj – Tvångsmedeln från 1940 års svenska fullmaktslag återinförs.
- 23 maj – I Sverige beslutas att cyklar med hjälpmotor skall fritas från registrerings-, skatte-, försäkrings- och körkortsbestämmelserna.
- 26 maj – De allierade sluter fred med Västtyskland, och ockupationen upphör .

### Juni
- Juni
  - Ny ordförande för Folkpartiets ungdomsförbund blir den 34-årige Gunnar Helén
  - Vid Högerpartiets riksstämma förklarar partiledaren Jarl Hjalmarson att högerns mål är "en egendomsägande demokrati".
- 1 juni – Carl Eldhs Brantingmonumentet i brons vid Norra Bantorget i Stockholm, Sverige avtäcks [9].
- 6 juni – Kvinnor erhåller för första gången svenska statsordnar.
- 13 juni – Ett svenskt signalspaningsplan av typ DC-3 med åtta man skjuts ner av sovjetiskt jaktflygplan [4] över internationellt vatten öster om Gotska Sandön [9], vilket blir inledningen till Catalinaaffären.
- 15 juni – Harsprångets vattenkraftverk i Stora Lule älv invigs av kung Gustaf VI Adolf[4] och är Europas största vattenkraftverk [5].
- 16 juni – Ett svenskt sjöräddningsplan av Catalinatyp, som söker efter den försvunna DC3:an, skjuts ner av två sovjetiska Mig-15-flygplan på internationellt vatten öster om Gotland. Hela besättningen på 5 man räddas av en västtysk lastbåt [4].
- 23 juni – USA sätter in 300 bombflygplan mot Nordkorea [3].

### Juli

Europeiska kol- och stålgemenskapen upprättas.

De 15:e Olympiska sommarspelen hölls i Helsingfors, Finland.

- 1 juli – I Sverige tillåts mopeden som körkortslöst motorfordon [10] efter beslut den 23 maj.
- 12 juli – Passtvånget upphävs inom Norden för nordiska medborgare [4] när ländernas medborgare reser mellan Danmark, Finland, Island, Norge och Sverige [9].
- 19 juli – De 15:e olympiska sommarspelen invigs i Helsingfors, och för första gången deltar Sovjetunionen i olympiska spel [4].
- 23 juli – Europeiska kol- och stålgemenskapen upprättas[11].
- 26 juli – Vid en militärkupp i Egypten avsätts den egyptiske kungen Farouk, som lämnar Egypten med sina ägodelar på en lyxjakt [4].
- 31 juli – I Sverige döms tre svenska kommunistsympatisörer till långa fängelsestraff för spioneri. Sovjetunionen hävdar att det är en provokation av den svenska säkerhetspolisen [4]. Fritiof Enbom och Hugo Gjersvold får livstids fängelse [4].

### Augusti

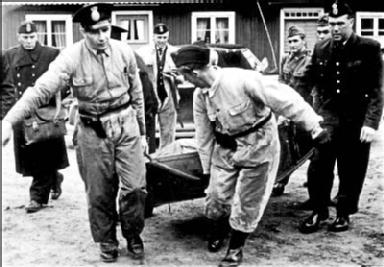
Hurvamorden

- 9 augusti – 11-åriga Ingeborg Nyberg från Sundsvall gör succé som sångerska i svenska radioprogrammet Skansenkväll [4].
- 22 augusti – I Sveriges största morddrama dödas tio personer i Skåne av Tore Hedin, en avskedad polis som sedan dränker sig själv [5]. Han avskedades för att ha misshandlat sin fästmö då hon ville bryta förlovningen, och mördade sedan henne samt hennes chef och sina egna föräldrar[9], samt sex personer på ålderdomshemmet i Hurva, som han därefter brände ner[3]. I ett avskedsbev erkänner han också rånmord på en kvarnägare 1951[3].
- 24 augusti – Brittiska trupper lämnar Suezkanalen.

### September
- 4 september – Amerikanske författaren Ernest Hemingways roman "Den gamle och havet" kommer ut i USA [4].
- 5 september – Tungviktsboxaren Ingemar Johansson debuterar som professionell i en uppvisningsmatch mot Olle Tandberg.
- 21 september – Högern går framåt i det svenska andrakammarvalet medan regeringspartierna förlorar något [5].
- 23 september – Utmanaren Rocky Marciano, USA vinner mot titelhållaren Joe Walcott, USA på KO i 13:e ronden i Philadelphia under kampen om världsmästartiteln i tungviktsboxning [4].
- 29 september – Musikalfilmen Singin' in the Rain med bland andra Gene Kelly, Donald O'Connor och Debbie Reynolds har svensk premiär.
- September – I slutet av månaden uppmärksammas i Sverige att hustrun till Bondeförbundets ledare Gunnar Hedlund i sin av maken uppgjorda deklaration missat att ta upp en inkomst på 8 100 kronor. Gunnar Hedlund döms senare av domstol för detta.

### Oktober
- 3 oktober – Storbritannien provspränger sin första atombomb i Montebelloarkipelagen i Stilla havet, utanför Australien [4].
- 8 oktober – 112 personer omkommer då två expreståg kör in i ett pendeltåg i England, Storbritannien [7].
- 16 oktober – Sveriges utrikesminister Östen Undén kritiserar Sovjet i FN:s generalförsamling för nedskjutningarna över Östersjön [5].
- 20 oktober – Nationalistiska Mau-Mau-rörelsens aktivitet i Kenya medför att brittiska kolonialmakten utlöser undantagstillstånd[4].
- 24 oktober – Den nya byggnaden för Göteborgs handelshögskola invigs.
- 26 oktober – Linjen Kungsgatan–Vällingby i Stockholms tunnelbana invigs[9].

### November
- 1 november – Den första vätebomben detoneras av USA på Eniwetok-atollen i Marshallöarna.[12]'
- 4 november

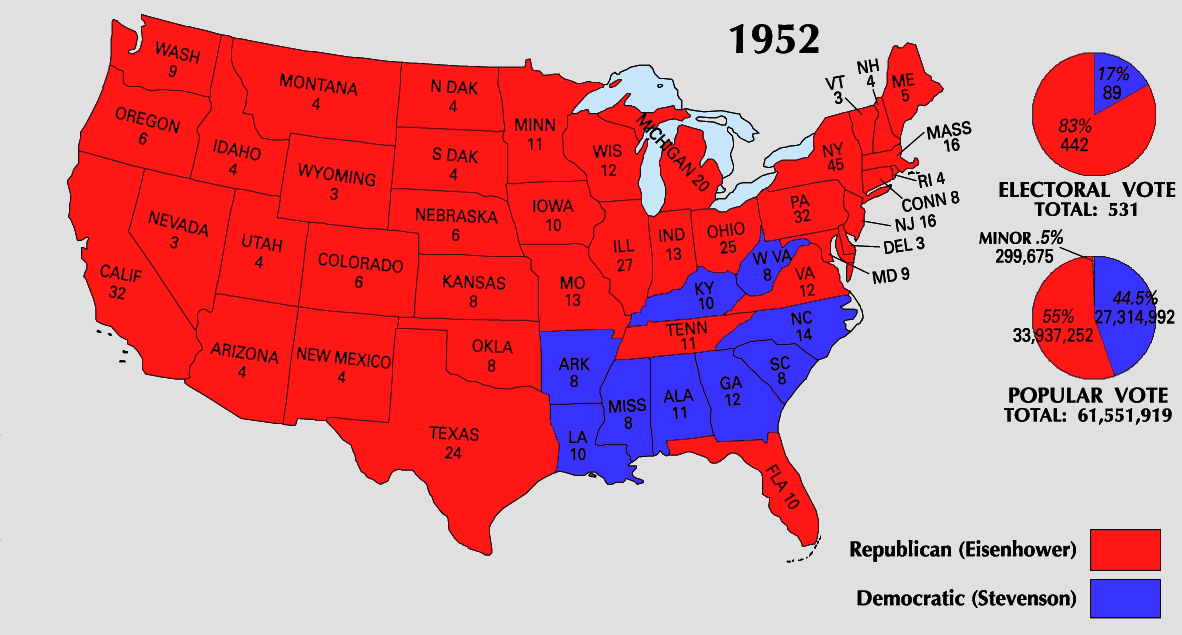
Presidentvalet i USA 1952.

- - Republikanen Dwight D. Eisenhower besegrar demokraten Adlai Stevenson vid presidentvalet i USA [4].
  - En jordbävning med en styrka av 8,25 på Richterskalan registreras på Kamtjatka.[13]
- 11 november – Regeringsrätten i Sverige beslutar att andrakammarvalen i Kristianstads län och Jämtlands län ska göras om. Detta sker den 14 december 1952.
- 23 november – Provflygaren Bengt Olow genomför första flygningen av prototypen till Saab 32 Lansen.
- 10 november – Trygve Lie avgår oväntat som FN:s generalsekreterare.
- 13 november – Lies närmaste man Abraham Feller begår självmord. Senare meddelas att Lie kvarstår t.v.
- 25 november – Agatha Christies teaterpjäs Råttfällan (The Mousetrap) har premiär i London. Den spelas fortfarande och är den teaterpjäs i historien, som har spelats den längsta sammanhängande tiden.

### December
- 3 december – I gryningen hängs i Prag 11 högre ämbetsmän för "judisk-borgerlig" konspiration mot den tjeckoslovakiska regimen.
- 22 december – Kurt Haijby döms till åtta års straffarbete för utpressning mot det svenska hovet i samband med sin påstådda homosexuella förbindelse med Gustaf V [5].

### Okänt datum
- Nästan 58 000 fall av polio rapporteras i USA; 3 145 personer dör och 21 269 drabbas av lättare eller svårare förlamning.[14]
- Under Mau Mau-upproret används giftig latex från Euphorbia grantii för att döda boskap som en form av biologisk krigföring.[15]
- Per-Ingvar Brånemark får patent på titanskruv för tandbehandling.
- Den svenska Högerns riksorganisation byter namn till Högerpartiet.
- Djupfryst apelsinjuice från Florida lanseras i Sverige [3].
- Sverige sluter ett krigsmaterielavtal med USA, som ger Sverige samma gynnade ställning som NATO-länderna vid köp av amerikansk modern högteknologisk materiel.
- En svensk utredning tillsätts för att undersöka prissättningen på jordbruksprodukter. Man vill uppnå inkomstlikställighet för jordbrukare.
- Olof Palme väljs till ordförande i Sveriges Förenade Studentkårer (SFS).
- Den svenska värnpliktsutbildningen bestäms till 304 dagar.
- Sveriges riksdag ger anslag för tillverkning av en svensk atomreaktor.
- Centralkommittén för svenskt tekniskt bistånd till mindre utvecklade länder bildas.
- William Thoresson erövrar Sveriges hittills enda OS-guld i gymnastik vid OS i Helsingfors.
- Vid en restauration av Gualövs kyrka i Skåne hittar man en gammal helgonrelik från medeltiden.
- Skolpolisverksamhet startar i Oslo i Norge.
- Kortedala i Sverige börjar byggas [16].
- Sverige ansluter sig till bojkotten av strategiska varor gentemot Sovjetunionen [17].
- Förbud mot slaveri i Qatar.

## Födda

### Första kvartalet

#### Januari
- 3 januari – Gianfranco Fini, italiensk politiker, utrikesminister.
- 9 januari
  - Hugh Bayley, brittisk parlamentsledamot för Labour.
  - Mike Capuano, amerikansk demokratisk politiker, kongressledamot 1999–2019.
- 11 januari
  - Ben Crenshaw, amerikansk golfspelare.
  - Diana Gabaldon, amerikansk författare.
  - Kim Hartman, brittisk skådespelare.
- 17 januari – Kevin Reynolds, amerikansk regissör.
- 18 januari – Veerappan, indisk banditledare. (död 2004)
- 19 januari – Freddy Maertens, belgisk proffscyklist.
- 20 januari – Paul Stanley, amerikansk rockmusiker, medlem i KISS.
- 24 januari – Siegfried Hausner, tysk terrorist. (död 1975)
- 23 januari – Totte Wallin, svensk artist.
- 29 januari – Tim Healy, brittisk skådespelare.
- 31 januari – Håkan Syrén, svensk general och svensk (ÖB) överbefälhavare.

#### Februari
- 7 februari
  - John Hickenlooper, amerikansk demokratisk politiker.
  - Markku Kuisma, finländsk historiker.
- 11 februari – Paul Norell, brittisk skådespelare.
- 14 februari – Sushma Swaraj, indisk politiker, chefsminister i Delhi 1998, Indiens utrikesminister 2014–2019. (död 2019)
- 17 februari – Randy Forbes, amerikansk republikansk politiker, kongressledamot 2001–2017.
- 18 februari – Efva Attling, svensk fotomodell, musiker och smyckesdesigner.
- 20 februari – Abdalá Bucaram, president i Ecuador 1996–1997.
- 22 februari – Bill Frist, amerikansk republikansk politiker, senator.
- 23 februari
  - Marshall Herskovitz, amerikansk manusförfattare, regissör och producent.
  - Brad Whitford, amerikansk musiker, gitarrist i Aerosmith.
- 26 februari – Chris Torch, amerikansk skådespelare.
- 29 februari
  - Oswaldo Payá, kubansk politiker. (död 2012)
  - Raisa Smetanina, rysk längdskidåkare.
  - Bart Stupak, amerikansk demokratisk politiker, kongressledamot 1993–2011.

#### Mars
- 1 mars – Roy Marten, indonesisk skådespelare.
- 5 mars
  - Ralph Carlsson, svensk skådespelare.
  - Isatou Njie-Saidy, gambisk politiker.
  - Fernando Dias dos Santos, angolansk regeringschef.
- 10 mars – Morgan Tsvangirai, zimbabwisk politiker, Zimbabwes premiärminister 2009–2013. (död 2018)
- 11 mars – Douglas Adams, brittisk författare. (död 2001)
- 19 mars
  - Robert Aschberg, svensk journalist, TV-producent och TV-programledare.
  - Károly Hauszler, ungersk vattenpolospelare. (död 2023)
  - Harvey Weinstein, amerikansk filmproducent.
- 20 mars
  - Birgitta Svendén, svensk operasångare (alt/mezzosopran).
  - Michael Wills, brittisk parlamentsledamot för Labour.
- 22 mars – Des Browne, brittisk parlamentsledamot (Labour).
- 23 mars – Kim Stanley Robinson, amerikansk science fiction-författare.
- 25 mars – Stephen Dorrell, brittisk politiker, parlamentsledamot för Conservative Party från 1979.
- 25 mars – Maria Norrfalk, Dalarnas landshövding.
- 27 mars – Maria Schneider, fransk skådespelare. (död 2011)
- 26 mars
  - David Amess, brittisk parlamentsledamot för Conservative. (död 2021)
  - Didier Pironi, fransk racerförare. (död 1987)
- 28 mars – Tony Brise, brittisk racerförare. (död 1975)

### Andra kvartalet

#### April
- 1 april – Lars Ericsson, svensk författare och debattör.
- 4 april
  - Cherie Lunghi, brittisk skådespelare.
  - Gary Moore, brittisk gitarrist. (död 2011)
- 5 april – Mitch Pileggi, amerikansk skådespelare.
- 7 april – Narayan Rane, indisk politiker, chefsminister i Maharashtra 1999.
- 9 april – Jerzy Szmajdziński, polsk politiker, försvarsminister 2001–2005. (död 2010)
- 10 april – Ewa Munther, svensk skådespelare och präst.
- 13 april
  - Erick Avari, indisk skådespelare.
  - Jim Costa, amerikansk demokratisk politiker, kongressledamot 2005–.
- 17 april – Željko Ražnatović, serbisk kriminell, mer känd som Arkan. (död 2000)
- 19 april – Alexis Argüello, nicaraguansk boxare. (död 2009)
- 22 april – Marilyn Chambers, amerikansk porrskådespelare och politiker. (död 2009)
- 25 april – Vladislav Tretiak, rysk ishockeymålvakt.
- 27 april
  - Ari Vatanen, finländsk rallyförare och politiker.
  - Hossein Nassim, iransk vattenpolospelare.
- 28 april – Mary McDonnell, amerikansk skådespelare.
- 29 april – David Icke, brittisk fotbollsspelare, reporter, sportkommentator, politiker, författare och konspirationsteoretiker.

#### Maj
- 4 maj – Michael Barrymore, amerikansk skådespelare.
- 6 maj – Robert Sjöblom, svensk skådespelare.
- 7 maj – Blaine Luetkemeyer, amerikansk republikansk politiker, kongressledamot 2009–2025.
- 10 maj – Kikki Danielsson, svensk sångare.
- 11 maj – Shohreh Aghdashloo, iransk skådespelare.
- 13 maj
  - Jacob Dahlin, svensk programledare. (död 1991)
  - John Kasich, amerikansk republikansk politiker.
- 14 maj
  - David Byrne, amerikansk sångare och låtskrivare, Talking Heads etc.
  - Robert Zemeckis, amerikansk filmregissör, producent och manusförfattare.
- 15 maj – Chazz Palminteri, amerikansk skådespelare.
- 20 maj – Staffan Götestam, svensk skådespelare, regissör, dramatiker och grundare av Junibacken.
- 21 maj – Mr. T, egentligen Laurence Tureaud, amerikansk skådespelare.
- 23 maj – Anne-Marie David, fransk artist.
- 25 maj – Petăr Stojanov, bulgarisk politiker, president 1997–2002.
- 26 maj – Lennart R. Svensson, svensk skådespelare.
- 29 maj – Carl-Henric Svanberg, svensk företagsledare, VD för Ericsson 2003–2009.

#### Juni
- 1 juni – Jonas Wahlström, svensk djurvetare ägare av Skansen-Akvariet.
- 3 juni – Billy Powell, amerikansk musiker, medlem i Lynyrd Skynyrd. (död 2009)
- 5 juni – Nicko McBrain, trumslagare i Iron Maiden från 1983.
- 6 juni – Marsha Blackburn, amerikansk republikansk politiker.
- 7 juni
  - Liam Neeson, nordirländsk skådespelare.
  - Orhan Pamuk, turkisk författare och journalist, nobelpristagare i litteratur 2006.
- 14 juni – Suzanne Reuter, svensk skådespelare.
- 15 juni – Artur Ringart, svensk sportjournalist och programledare.
- 16 juni
  - Giorgos Papandreou, grekisk politiker, premiärminister 2009–2011.
  - Leena Peltonen-Palotie, finländsk genforskare. (död 2010)
- 17 juni – Mike Milbury, amerikansk ishockeyspelare.
- 18 juni
  - Isabella Rossellini, italiensk-amerikansk skådespelare.
  - Lasse Wellander, svensk musiker och musikproducent. (död 2023)
- 19 juni
  - Robert Ainsworth, brittisk parlamentsledamot för Labour.
  - Virginia Hey, australisk skådespelare.
- 20 juni – John Goodman, amerikansk skådespelare.
- 21 juni – Jan Waldekranz, svensk skådespelare.
- 22 juni – Graham Greene, kanadensisk skådespelare.
- 25 juni – Leonard Lance, amerikansk republikansk politiker, kongressledamot 2009–2019.
- 27 juni
  - Janne Josefsson, svensk journalist som bland annat medverkat i SVT:s Uppdrag granskning.
  - Ragnar Persenius, biskop i Uppsala stift.
  - Rita Russek, tysk skådespelare.
- 28 juni – Jajang C. Noer, indonesisk skådespelare.
- 29 juni
  - Marga Pettersson, svensk skådespelare och dansare.
  - Bengt Krantz, svensk skådespelare och operasångare.

### Tredje kvartalet

#### Juli
- 1 juli – Dan Aykroyd, amerikansk skådespelare.
- 2 juli – Ahmed Ouyahia, algerisk regeringschef.
- 3 juli
  - Jean-Claude Duvalier, haitisk politiker, president och diktator 1971–1986. (död 2014)
  - Torvald Sund, norsk författare.
- 5 juli – David Dreier, amerikansk republikansk politiker.
- 6 juli
  - Per Eric Asplund, svensk skådespelare och koreograf.
  - Anders Kallur, svensk ishockeyspelare.
  - Mehmet Ali Talat, turkcypriotisk politiker, Nordcyperns president 2005–2010.
- 10 juli – Magnus Ehrner, svensk skådespelare.
- 14 juli – Joel Silver, amerikansk filmproducent.
- 15 juli
  - Ileana Ros-Lehtinen, kubansk-amerikansk politiker.
  - Johnny Thunders, amerikansk musiker, medlem i New York Dolls. (död 1991)
  - Terry O'Quinn, amerikansk skådespelare.
- 16 juli – Stewart Copeland, amerikansk trummis och kompositör av bland annat filmmusik.
- 17 juli – David Hasselhoff, amerikansk skådespelare, sångare, producent och regissör.
- 19 juli – Allen Collins, amerikansk gitarrist, medlem i Lynyrd Skynyrd. (död 1990)
- 21 juli
  - John Barrasso, amerikansk republikansk politiker, senator 2007–.
  - Bobby Bright, amerikansk demokratisk politiker, kongressledamot 2009–2011.
- 24 juli – Vin Weber, amerikansk republikansk politiker, kongressledamot 1981–1993.
- 26 juli – Anders Sundström, svensk socialdemokratisk politiker.
- 29 juli – Denny Heck, amerikansk demokratisk politiker, kongressledamot 2013–2021.

#### Augusti
- 1 augusti – Zoran Đinđić, serbisk politiker och filosof, premiärminister 2001–2003. (död 2003)
- 2 augusti
  - David Borrow, brittisk parlamentsledamot för Labour.
  - Vladimir Dikanski, svensk skådespelare och kompositör.
- 4 augusti – James Arbuthnot, brittisk parlamentsledamot för Conservative.
- 5 augusti – Vinnie Vincent, amerikansk hårdrocksgitarrist, mest känd för sina år i KISS.
- 8 augusti – Jostein Gaarder, norsk författare och manusförfattare.
- 9 augusti – Ewa Fröling, svensk skådespelare.
- 10 augusti – Thomas Annmo, svensk skådespelare och sångare (tenor).
- 12 augusti – Per Arthur Segerström, svensk dansare.
- 13 augusti – Rebecca Pawlo, svensk skådespelare.
- 17 augusti – Nelson Piquet, brasiliansk racerförare.
- 18 augusti – Patrick Swayze, amerikansk skådespelare. (död 2009)
- 19 augusti – Jonathan Frakes, amerikansk skådespelare och regissör.
- 21 augusti
  - Jiří Paroubek, tjeckisk politiker, premiärminister 2005–2006.
  - Joe Strummer, brittisk musiker, sångare och gitarrist i The Clash. (död 2002)
- 26 augusti – Michael Jeter, amerikansk skådespelare. (död 2003)
- 27 augusti – Paul Reubens, amerikansk skådespelare. (död 2023)

#### September
- 2 september
  - Jimmy Connors, amerikansk tennisspelare.
  - Jacob Nordenson, svensk skådespelare.
  - Earl Pomeroy, amerikansk demokratisk politiker.
- 4 september
  - Rishi Kapoor, indisk skådespelare. (död 2020)
  - Jevgenia Glusjenko, rysk skådespelare.
- 6 september – Simon Burns, brittisk parlamentsledamot (Conservative) 1987–2017.
- 7 september – Branislav "Bane" Kerac, serbisk serietecknare.
- 9 september – Angela Cartwright, brittisk skådespelare, Brigitta von Trapp i Sound of Music.
- 10 september – Gustav Levin, svensk skådespelare.
- 11 september – Tim Murphy, amerikansk republikansk politiker.
- 14 september – Pierre Dahlander, svensk skådespelare.
- 16 september – Fatos Nano, albansk politiker, premiärminister 1991, 1997–1998 och 2002–2005.
- 17 september – Krzysztof Kołbasiuk, polsk skådespelare. (död 2006)
- 18 september – Dee Dee Ramone, amerikansk musiker, basist i The Ramones. (död 2002)
- 19 september
  - Gunnar Hökmark, svensk moderat politiker, riksdagsledamot 1982–2004, Europaparlamentariker 2004–2019.
  - Nile Rodgers, amerikansk musiker, kompositör, gitarrist och musikproducent.
- 22 september – Bob Goodlatte, amerikansk republikansk politiker, kongressledamot 1993–2019.
- 25 september – Christopher Reeve, amerikansk skådespelare. (död 2004)
- 27 september – Dumitru Prunariu, rumänsk kosmonaut.

### Fjärde kvartalet

#### Oktober
- 1 oktober – Anders Larsson, svensk författare och skådespelare. (död 2021)
- 4 oktober
  - Kirsten Cooke, brittisk skådespelare.
  - Michael B. Donley, amerikansk ämbetsman, flygvapenminister 2008–2013.
- 5 oktober
  - Vanderlei Luxemburgo, brasiliansk fotbollstränare.
  - Emomaly Rahmon, tadjikisk politiker, president 1992–.
- 7 oktober
  - Ralf Edström, svensk fotbollsspelare.
  - Vladimir Putin, rysk politiker, president 2000–2008 och 2012–.
- 8 oktober – Edward Zwick, amerikansk filmregissör, manusförfattare och filmproducent.
- 9 oktober – Sharon Osbourne, amerikansk skådespelare, programledare, sångerska och manager för Ozzy Osbourne.
- 12 oktober – Agneta Ahlin, svensk skådespelare.
- 14 oktober – Steve Rothman, amerikansk demokratisk politiker.
- 15 oktober – Raman Singh, indisk politiker, chefsminister i Chhatisgarh 2003–2018.
- 16 oktober – Christopher Cox, amerikansk politiker.
- 22 oktober – Jeff Goldblum, amerikansk skådespelare.
- 25 oktober – Tove Nilsen, norsk författare.
- 27 oktober
  - Francis Fukuyama, amerikansk författare och professor.
  - Roberto Benigni, italiensk komiker, skådespelare och regissör.

#### November
- 3 november – Roseanne Barr, amerikansk skådespelare.
- 8 november – Alfre Woodard, amerikansk skådespelare.
- 9 november – Jack Szostak, kanadensisk-amerikansk biolog.
- 12 november – Ernie Fletcher, amerikansk republikansk politiker, guvernör i Kentucky 2003–2007.
- 16 november – Shigeru Miyamoto, japansk spelskapare för Nintendo.
- 18 november – Delroy Lindo, brittisk skådespelare.
- 20 november – Cecilia Walton, svensk skådespelare.
- 24 november
  - Thierry Lhermitte, fransk skådespelare.
  - Maria Tolppanen, finländsk politiker.
- 27 november – Jenny Tamburi, italiensk skådespelare. (död 2006)
- 30 november – Mandy Patinkin, amerikansk skådespelare och sångare.

#### December
- 1 december – Rick Scott, amerikansk republikansk politiker och affärsman.
- 2 december – Carol Shea-Porter, amerikansk demokratisk politiker.
- 3 december – Benny Hinn, amerikansk predikant.
- 8 december – Hans Gefors, svensk tonsättare.
- 9 december – Michael Dorn, amerikansk skådespelare.
- 10 december
  - Susan Dey, amerikansk skådespelare.
  - Agneta Bränngård Lind, svensk textilkonstnär.
- 12 december – Peter Haber, svensk skådespelare.
- 18 december – Donald Högberg, svensk skådespelare.
- 21 december – Larry Eyler, amerikansk seriemördare. (död 1994)
- 22 december – Raimo Piirainen, finländsk socialdemokratisk politiker.
- 23 december – Dave Loebsack, amerikansk demokratisk politiker, kongressledamot 2007–2021.
- 25 december – Desireless, fransk sångerska.
- 27 december
  - Marie Öhrn, svensk skådespelare.
  - Tovah Feldshuh, amerikansk skådespelare.

## Avlidna

### Första kvartalet

#### Januari
- 2 januari
  - Jo Davidson, 68, amerikansk skulptör.
  - Jeanne de Tramcourt, 76, fransk-svensk skådespelare, värdinna på Stenhammars slott.
- 4 januari – Georg Brochmann, 57, norsk författare.
- 5 januari
  - Louis Kvalstad, 46, norsk poet.
  - Lord Linlithgow, 64, brittisk ämbetsman, vicekung av Indien 1936–1943.
- 6 januari – Carl Kylberg, 73, svensk konstnär[5].
- 11 januari – Jean de Lattre de Tassigny, 62, överkommissarie i Indokina, postumt marskalk av Frankrike.
- 20 januari – Pat Morris Neff, 80, amerikansk politiker.
- 22 januari – Albert von Thurn und Taxis, 84, tysk furste, Tysklands siste ärftlige generalpostmästare.
- 25 januari
  - Sveinn Björnsson, 70, isländsk politiker, Islands president sedan 1944.
  - Märta Ekström, 52, svensk skådespelare och sångerska.
- 26 januari
  - Chorloogijn Tjojbalsan, 56, mongolisk militär och politiker.
  - Hanwant Singh, 28, kung och maharadja av Jodhpur.
- 28 januari – Gerda Marcus, 71, svensk journalist och översättare, en av initiativtagarna till Rädda Barnen i Sverige.
- 29 januari – Anne Morgan, 78, amerikansk filantrop.

#### Februari
- 3 februari – Harold L. Ickes, 77, amerikansk politiker, USA:s inrikesminister 1933–1946.
- 6 februari – Georg VI, 56, kung av Storbritannien sedan 1936 och av Irland 1936–1949.
- 9 februari – Philip G. Epstein, 42, amerikansk manusförfattare.
- 10 februari – Henry Drysdale Dakin, 71, brittisk fysiologisk kemist.
- 12 februari – Anna-Lisa Thomson, 46, svensk keramiker och målare.
- 13 februari – Josephine Tey, 55, brittisk författare.
- 17 februari – Anna Lindahl, 47, svensk skådespelare.
- 19 februari – Knut Hamsun, 92, norsk författare, nobelpristagare.
- 23 februari – Yrjö Hirn, 81, finländsk litteraturhistoriker, konstfilosof och professor.
- 24 februari – Johannes Malmquist, 69, svensk professor i matematik.
- 26 februari – Ernst Frandsen, 57, dansk litteraturhistoriker, professor i Århus.
- 27 februari – Theodoros Pangalos, 74, grekisk general och diktator.
- 28 februari – Albert Forster, 49, tysk nazistisk politiker.
- 29 februari – Guo Taiqi, 63, kinesisk diplomat och politiker.

#### Mars
- 1 mars – Gregory La Cava, 59, amerikansk filmregissör och animatör.
- 4 mars – Carl Wilhelm von Sydow, 73, svensk folklivsforskare, professor vid Lunds universitet.
- 5 mars – Charles Sherrington, 94, brittisk fysiolog, professor och nobelpristagare 1932.
- 6 mars – Jürgen Stroop, 56, tysk SS-officer, SS-Gruppenführer, avrättad.
- 7 mars – Knut Bonde, 67, svensk friherre, diplomat och författare.
- 9 mars – Aleksandra Kollontaj, 79, rysk revolutionär och diplomat.
- 11 mars – Pierre Renoir, 66, fransk skådespelare.
- 12 mars – Josef Ekman, 82, svensk politiker.
- 13 mars – Johan Nygaardsvold, 72, norsk politiker, statsminister.
- 18 mars – Birger Lundquist, 41, svensk tecknare[5].
- 23 mars – Margit Rosengren, 51, svensk operettsångerska (sopran), skådespelare.
- 30 mars – Sir Andrew Rae Duncan, 67, brittisk industriman, förrådsminister 1940–1941 och 1942–1945.
- 31 mars – Wallace H. White, 74, amerikansk republikansk politiker.

### Andra kvartalet

#### April
- 1 april – Ferenc Molnár, 74, ungersk dramatiker.
- 3 april – Albin Hagström, 46, svensk företagare, grundare av instrumenttillverkaren Hagström.
- 6 april – Bengt Hesselman, 76, svensk språkforskare, ledamot av Svenska Akademien sedan 1935.
- 9 april – Ellen Roosval von Hallwyl, 84, svensk skulptör.
- 15 april
  - Georg af Forselles, 74, svensk ingenjör och guldgrävare känd under namnet Alaskagreven.
  - Viktor Tjernov, 78, rysk revolutionär, jordbruksminister 1917.
- 18 april – Bernhard Eriksson, 73, svensk politiker.
- 21 april
  - Leslie Banks, 61, brittisk skådespelare.
  - Sir Stafford Cripps, 62, brittisk politiker, Storbritanniens finansminister 1947–1950.
  - Isamu Yokoyama, 63, japansk generallöjtnant, dömd för krigsförbrytelser.
- 24 april
  - Edvard Hubendick, 77, svensk bergsingenjör, ledamot av Vetenskaps- och Ingenjörsvetenskapsakademierna.
  - Victor Larsen, 62, dansk politiker.
- 25 april – William Zadig, 67, svensk skulptör och professor i São Paulo.
- 28 april – Fredrik Sandwall, 74, svensk politiker.

#### Maj
- 2 maj – Henry Tottie, 63, svensk militär.
- 6 maj – Maria Montessori, 81, italiensk läkare och pedagog.
- 8 maj – William Fox, 73, amerikansk filmproducent.
- 11 maj – Hans Lagerlöf, 72, svensk filatelist, donator och hedersöverste i USA.
- 13 maj – Pontus Sandström, 76, svensk politiker.
- 15 maj
  - Albert Bassermann, 84, tysk skådespelare.
  - Italo Montemezzi, 76, italiensk kompositör.
- 21 maj
  - John Garfield, 39, amerikansk skådespelare.
  - Emil Olsson, 68, svensk politiker.

#### Juni
- 1 juni – John Dewey, 92, amerikansk filosof och professor.
- 5 juni – Gustaf Bergman, 71, svensk skådespelare, teaterchef, manusförfattare och operaregissör.
- 7 juni
  - Desmond MacCarthy, 75, brittisk litteraturkritiker och författare.
  - Nils Ringström, 71, svensk tecknare och konstnär.
- 12 juni – Michael von Faulhaber, 83, tysk kardinal och ärkebiskop av München.
- 18 juni – Efim Bogoljubov, 63, rysk-tysk schackspelare.
- 25 juni
  - Svend Gade, 75, dansk regissör och teatermålare.
  - Jens Locher, 63, dansk journalist, dramatiker och författare.
- 26 juni – Knut Liestøl, 70, norsk professor.
- 27 juni – Elmo Lincoln, 63, amerikansk skådespelare.
- 28 juni – Walter Welford, 84, amerikansk politiker.

### Tredje kvartalet

#### Juli
- 1 juli – Mauno Pekkala, 62, finländsk politiker, statsminister 1946–1948.
- 3 juli – David Knudsen, 76, norsk skådespelare.
- 4 juli – Eigil Schwab, 70, svensk tecknare, målare och professor.
- 8 juli – Oskar Ursinus, 75, tysk segelflygspionjär.
- 10 juli – Simon Söderstam, 70, kunglig boktryckare, grundare av Nordisk Rotorgravyr.
- 12 juli – Henrik Bergh, 73, norsk jurist.
- 13 juli – Eliezer Kaplan, 61, israelisk politiker, finansminister 1948–1952.
- 25 juli
  - Walter Gyllenberg, 66, svensk astronom och professor.
  - Gunnar Unger, 81, svensk sjömilitär, filosofie hedersdoktor och sjökrigshistoriker.
- 26 juli – Eva Perón, 33, argentinsk skådespelare, president Juan Peróns första hustru.
- 28 juli – Ingjald Haaland, 67, norsk skådespelare.
- 29 juli
  - Philibert Humbla, 56, svensk konsthistoriker, länsintendent i Gävle.
  - Gustav Sundelin, 62, svensk professor och chef för statens jordbruksförsök.
- 30 juli – Nils Sjögren, 58, svensk skulptör och målare.

#### Augusti
- 5 augusti – Sir Jack Drummond, 61, brittisk näringsexpert och professor.
- 12 augusti – Karl Ekman, 74, svensk präst, hovpredikant.
- 14 augusti – Marcel Loubens, 29, fransk grottforskare.
- 15 augusti – Ernst Lyberg, 78, svensk politiker.
- 20 augusti – Kurt Schumacher, 56, tysk partiledare och riksdagsman.
- 28 augusti – Hjort Anders Olsson, 86, svensk spelman.

#### September
- 2 september – Joseph Avenol, 73, fransk ekonom, generalsekreterare i NF 1933–1940.
- 4 september – Carlo Sforza, 80, italiensk greve och politiker, utrikesminister 1920–1921 och 1947–1951.
- 11 september – Alfrēds Riekstiņš, 39, lettisk SS-officer, agent.
- 18 september – Lars Israel Wahlman, 82, svensk professor och arkitekt.
- 19 september – Birgit Chenon, 47, svensk skådespelare.
- 22 september – Kaarlo Juho Ståhlberg, 87, finländsk politiker, Finlands president 1919–1925.
- 26 september – George Santayana, 88, spansk filosof och författare.

### Fjärde kvartalet

#### Oktober
- 1 oktober – Jack Conway, 65, amerikansk regissör.
- 3 oktober – Esther Kjerner, 78, svensk konstnär.
- 4 oktober – Alfred Neumann, 56, tysk författare.
- 7 oktober
  - Nils Hultgren, 50, svensk skådespelare och regissör.
  - Berta Morena, 74, tysk operasångare.
- 9 oktober – Guido Valentin, 56, svensk journalist, redaktör, tidningsman, författare och manusförfattare.
- 10 oktober – Heinrich Sauer, 60, tysk filosof.
- 19 oktober – Adolf Laurin, 69, svensk journalist.

#### November
- 3 november
  - Hanna Granfelt, 68, finländsk operasångare.
  - Louis Verneuil, 59, fransk dramatiker och manusförfattare.
- 5 november – Fritiof Malmsten, svensk artist.
- 7 november
  - Arnold Poulsen, 63, dansk uppfinnare.
  - Brazil Jack, 81, svensk cirkusdirektör.
- 8 november – Harold Innis, 58, kanadensisk professor.
- 9 november
  - Chaim Weizmann, 77, israelisk kemist och politiker, Israels president 1949–1952.
  - Philip Murray, 66, amerikansk fackföreningsledare, ordförande i CIO.
- 11 november – Yrjö Lindegren, 52, finländsk arkitekt och professor.
- 13 november – Abraham Feller, amerikansk professor.
- 15 november – Vincent Scotto, 76, fransk kompositör.
- 16 november – Charles Maurras, 84, fransk författare.
- 18 november – Paul Éluard, 56, fransk poet.
- 19 november
  - Hugo Ahlbom, 52, svensk professor och chef för Radiumhemmet.
  - Jesús T. Piñero, 55, guvernör i Puerto Rico 1946–1949.
- 20 november
  - Benedetto Croce, 86, italiensk filosof, författare och kritiker.
  - Juddha Shumsher Jung Bahadur Rana, 77, nepalesisk politiker, Nepals premiärminister 1932–1945.
- 21 november – William Green, 79, amerikansk fackföreningsledare, ordförande i AFL.
- 22 november
  - Otto Dietrich, 55, tysk nazistisk ämbetsman, Adolf Hitlers presschef.
  - Gösta Lilliehöök, 81, svensk militär, överkommendant i Stockholm 1930–1936.
- 25 november – Léopold Marchand, 61, fransk författare.
- 26 november
  - Sven Hedin, 87, svensk forskningsresande och författare, ledamot av Svenska Akademien[5].
  - Robert Minor, 67, amerikansk tecknare och kommunistledare.
- 28 november
  - Elena av Montenegro, 79, drottning av Italien 1900–1946, änka efter Viktor Emanuel III.
  - Fritz Carlson, 64, svensk matematiker och professor.
- 30 november – Elizabeth Kenny, 72, australisk sjuksköterska med egen metod mot polio.

#### December
- 1 december
  - Edward James Gay, 74, amerikansk demokratisk politiker, senator 1918–1921.
  - Vittorio Emanuele Orlando, 92, italiensk politiker och jurist.
- 3 december
  - Vladimír Clementis, 50, tjeckoslovakisk politiker, utrikesminister 1948–1950, avrättad.
  - Rudolf Slánský, 51, tjeckoslovakisk politiker, kommunistpartiets generalsekreterare 1945–1951, avrättad.
- 4 december – Karen Horney, 67, tysk-amerikansk psykoanalytiker.
- 5 december – Farhat Hached, 38, tunisisk fackföreningsledare.
- 6 december – Jakob Sporrenberg, 50, tysk SS-officer, avrättad.
- 14 december – Fartein Valen, 65, norsk tonsättare.
- 15 december – Ernest Florman, 90, svensk regissör, filmfotograf och hovfotograf.
- 16 december – Ernst Norlind, 75, svensk konstnär och författare.
- 20 december – August Nilsson, 85, svensk socialdemokratisk politiker, 1:e vice talman i första kammaren.
- 21 december – Oscar Lövgren, 64, svensk socialdemokratisk politiker och journalist, landshövding i Norrbottens län 1947–1952.
- 23 december – Eli Heckscher, 73, svensk nationalekonom och ekonomisk historiker.
- 27 december
  - Fritz Stenlund, 58, svensk journalist och författare.
  - Carl August Wicander, 67, svensk direktör och industriledare.
- 28 december
  - Alexandrine av Mecklenburg-Schwerin, 73, drottning av Danmark 1912–1947 och av Island 1918–1944, gift med Kristian X.
  - Alexander G. Barry, 60, amerikansk republikansk politiker, senator 1938–1939.
  - Fletcher Henderson, 55, amerikansk pianist, orkesterledare, arrangör och kompositör.

## Nobelpris[18]
- Fysik
  - Felix Bloch, USA
  - Edward Mills Purcell, USA
- Kemi
  - Archer Martin, Storbritannien
  - Richard Synge, Storbritannien
- Medicin – Selman A Waksman, USA
- Litteratur – François Mauriac, Frankrike
- Fred – Albert Schweitzer, Frankrike

### Fotnoter
1. ↑  Sverige 1900-talet – Från soppkök till sofflock?, NE, Bra Böcker, 2000
2. ↑  Faktakalendern 2000 – 1952 (Sverige), 1999
3. 1 2 3 4 5  100 år med Aftonbladet – 1953, 1999
4. 1 2 3 4 5 6 7 8 9 10 11 12 13 14 15 16 17 18 19 20  20:e århundrades När Var Hur – 1952, Bernt Himmelstedt, Forum, 1999
5. 1 2 3 4 5 6 7 8 9 10 11  Hundra år i Sverige – 1952, Hans Dahlberg, Albert Bonniers, 1999
6. ↑  ”World Statesmen (läst 3 april 2011)”. http://www.worldstatesmen.org/Germany.html#Heligoland.
7. 1 2 3  Faktakalendern 1996, Semic, 1995
8. ↑  ”World Statesmen (läst 3 april 2011)”. http://www.worldstatesmen.org/German_States1918.htm#Niedersachsen.
9. 1 2 3 4 5  Sverige 1900-talet – 1952, NE, Bra Böcker, 2000
10. ↑  Sverige 1900-talet – Kommunikativ, snabb, snål, skön och säker design, NE, Bra Böcker, 2000
11. ↑  Anonymous. ”Hydrogen Bomb”. The Columbia Electronic Encyclopedia. http://www.factmonster.com/ce6/history/A0824719.html. Läst 29 december 2009.
12. ↑  ”Historic Earthquakes – Kamchatka”. United States Geological Survey. 29 mars 2010. Arkiverad från originalet den 25 augusti 2009. https://web.archive.org/web/20090825173729/http://earthquake.usgs.gov/regional/world/events/1952_11_04.php. Läst 12 mars 2011.
13. ↑  Zamula, Evelyn (3 juni 1991). ”A New Challenge for Former Polio Patients”. FDA Consumer (Food and Drug Administration) "25" (5). ”Consumer”. Arkiverad från originalet den 26 januari 2008. https://web.archive.org/web/20080126120646/http://www.fda.gov/bbs/topics/CONSUMER/CON00006.html. Läst 29 augusti 2009.
14. ↑  Verdourt, Bernard; Trump, E.C. and Church, M.E. Church (1969). Common poisonous plants of East Africa. London: Collins. sid. 254
15. ↑  Sverige 1900-talet – Med flyttlass till folkhemmet, NE, Bra Böcker, 2000
16. ↑  Sverige 1900-talet – Sverige mellan tyskt och amerikanskt, NE, Bra Böcker, 2000
17. ↑  ”Nobelpriset”. https://www.nobelprize.org/prizes/lists/all-nobel-prizes/. Läst 10 april 2011.